# Hycleus argentifer
Hycleus argentifer là một loài bọ cánh cứng trong họ Meloidae. Loài này được Pic miêu tả khoa học năm 1895.